# Procambarus rogersi
Procambarus rogersi är en kräftdjursart som först beskrevs av Hobbs 1938.  Procambarus rogersi ingår i släktet Procambarus och familjen Cambaridae. IUCN kategoriserar arten globalt som otillräckligt studerad.

## Underarter
Arten delas in i följande underarter:
- P. r. campestris
- P. r. expletus
- P. r. ochlocknensis
- P. r. rogersi